# Isuwa

Il Vicino Oriente secondo le lettere di Amarna

Isuwa (trascritto anche come Išuwa e a volte come Ishuwa) fu il nome dato dagli Ittiti ad uno dei regni confinanti anatolici ad est, in un'area che in seguito fu chiamata stato neo-ittita luvio di Kammanu e, in epoca classica, Commagene.

## Posizione geografica
La terra di Isuwa si trovava nella regione dell'alto corso dell'Eufrate. La valle del fiume era qui circondata dai monti dell'Anti-tauro.
La valle aveva un clima favorevole a causa dell'abbondanza d'acqua piovana o sorgiva. L'irrigazione dei campi era possibile senza la necessità di costruire complessi canali. La valle era quindi facilmente coltivabile in modo intensivo, mentre il bestiame poteva essere tenuto ad elevate altitudini. Le montagne possedevano ricchi depositi di rame, estratto già nell'antichità.

## Storia di Isuwa
L'area era uno dei luoghi in cui l'agricoltura si sviluppò all'inizio del periodo Neolitico. I centri urbani apparvero nella parte alta della valle dell'Eufrate attorno al 3000 a.C. I primi stati potrebbero essere seguiti poco dopo, nel III millennio a.C. Il nome Isuwa non è conosciuto fino al periodo in cui gli Ittiti iniziarono a lasciare testimonianze scritte, nel II millennio a.C. Sono state scoperte poche fonti scritte ad Isuwa, soprattutto testi che provengono dal periodo ittita.

### Il periodo ittita
Ad ovest di Isuwa si trovava il regno ostile degli Ittiti. Si dice che il re ittita Hattušili I avesse fatto marciare il suo esercito lungo l'Eufrate distruggendo le città che incontrava. Ciò corrisponde agli strati di resti bruciati scoperti dagli archeologi ad Isuwa, risalenti circa a quell'epoca.
Il re ittita Šuppiluliuma I scrisse di come al tempo di suo padre, Tudhaliya III (ca.1400 a.C.), la terra di Isuwa fosse ostile. L'inimicizia fu probabilmente aggravata dal regno hurrita di Mitanni a sud. Mitanni tentò di formare un'alleanza contro gli Ittiti. Secondo un frammento di lettera ittita, sembra che il re di Mitanni, Shaushtatar, avesse dichiarato guerra al re ittita Arnuwanda I con l'aiuto di Isuwa. Queste ostilità perdurarono durante il regno di Šuppiluliuma finché, attorno al 1350 a.C., egli attraversò l'Eufrate entrando ad Isuwa con le sue truppe, proclamando il paese gli sarebbe stato soggetto.
Isuwa continuò ad essere governata da re tributari degli Ittiti. Si conoscono pochi suoi re per nome. Un Ehli-sharruma viene citato come re di Isuwa in una lettera ittita del XIII secolo a.C. Un altro re, Ari-sharruma, viene citato su un sigillo d'argilla ritrovato a Korucutepe, un importante sito della zona.

### Periodo neo-ittita
Dopo la caduta dell'impero ittita all'inizio del XII secolo a.C., si formò un nuovo stato ad Isuwa. La città di Melid divenne il centro di un regno luvio, Kammanu, uno dei cosiddetti stati neo-ittiti. Con la scomparsa degli Ittiti, i Frigi si insediarono ad ovest, mentre ad est fu fondato il regno di Urartu. I più potenti vicini furono gli Assiri a sud. Lo scontro col re assiro Tiglatpileser I (1115-1077 a.C.) portò all'obbligo per Kammanu di pagare tributi agli Assiri. Kammanu continuò a prosperare finché il re assiro Sargon II (722-705 a.C.) saccheggiò la città nel 712 a.C. Nello stesso periodo Cimmeri e Sciti invasero l'Anatolia partendo dal Caucaso a nord-est. Il movimento di questi popoli nomadi potrebbe avere indebolito Kammanu prima della definitiva invasione assira, che probabilmente causò il declino degli insediamenti e della cultura di questa zona dal VII secolo a.C. al periodo romano.

## Archeologia ad Isuwa
L'antica terra di Isuwa è oggi quasi scomparsa sotto le acque di numerose dighe costruite sul fiume Eufrate. Il progetto turco "Southeastern Anatolia Project", che fu creato negli anni sessanta, portò alla costruzione delle dighe di Keban, Karakaya e Atatürk che hanno allagato interamente la vallata da quando furono completate negli anni settanta. Una quarta diga, Bireçik, fu completata più a sud nel 2000, ed ha allagato quel che restava della valle dell'Eufrate in Turchia.

### Scavi
Una grande campagna di salvataggio è stata intrapresa nella valle dell'Eufrate, per decisione del presidente del progetto turco Kemal Kurdaş. Una squadra di archeologi turchi, statunitensi e olandesi, guidati da Maurits van Loon, iniziò gli studi. I lavori proseguirono scendendo il fiume, dove è stata costruita la diga di Atatürk.
Gli scavi hanno portato alla luce insediamenti dal Paleolitico al Medioevo. I siti di Ikizepe, Korucutepe, Norşuntepe e Pulur attorno al fiume Murat (Arsanias), affluente dell'Eufrate ad est, hanno permesso il ritrovamento di insediamenti dell'età del bronzo risalenti al periodo dal IV al II millennio a.C. Il centro del regno di Isuwa potrebbe essersi trovato in questa regione, che ben si lega agli scritti ittiti che parlano di attraversare l'Eufrate per raggiungere il regno.
L'importante sito di Arslantepe, vicino all'odierna città di Malatya, si è incredibilmente salvato dal sollevamento del livello delle acque. Dal 1961 una spedizione archeologica italiana organizzata dall'università La Sapienza di Roma e guidata dall'archeologa Marcella Frangipane studia l'area circostante. Il sito di Arslantepe è stato abitato dal V millennio a.C. fino al periodo romano e fu anche la capitale del regno neo-ittita di Malatya.

### Cultura e popolazione
I primi insediamenti di Isuwa mostrano contatti culturali con Tell Brak a sud, anche se non facevano parte della stessa cultura. L'agricoltura si sviluppò presto grazie alle condizioni climatiche favorevoli. Isuwa si trovava sul confine estremo dell'antica cultura mesopotamica del periodo di Uruk. Gli abitanti di Isuwa erano abili nella metallurgia, e raggiunsero l'età del bronzo nel IV millennio a.C. Il rame veniva prima mischiato con l'arsenico, e poi con lo stagno. Durante l'inizio dell'età del bronzo vi erano collegamenti col Caucaso a nord-est.
Gli abitanti di Isuwa non hanno lasciato testimonianze scritte e non è chiaro quali popoli vi abbiano abitato prima dei Luvi. Potrebbe essersi trattato di indoeuropei legati agli Ittiti che si trovavano ad ovest, oppure di genti Hatti o Hurriti, o di popolazioni imparentate agli Urartei che vivevano ad est di Isuwa nel I millennio a.C. Nel periodo ittita la cultura di Isuwa mostra numerosi paralleli con l'Anatolia centrale e con la cultura hurrita a sud. L'architettura monumentale era di influenza ittita. Lo Stato neo-ittita mostra influenze provenienti dalla Frigia, dall'Assiria e dal regno orientale di Urartu. Dopo la migrazione scita, nella zona appaiono sepolture scite.